# Trombofilia
La trombofilia (chiamata a volte ipercoagulabilità o stato protrombotico) è un'anomalia della coagulazione del sangue che aumenta il rischio di trombosi. Questo tipo di anomalia può essere riscontrato in circa il 50% delle persone che hanno avuto un episodio di trombosi (come la trombosi venosa profonda nelle gambe) non provocato da altre cause. Una parte significativa della popolazione è affetta da questa anomalia diagnosticabile, ma la maggior parte di questi sviluppa la trombosi solo in presenza di altri fattori di rischio.
Non esiste un trattamento specifico per la maggior parte dei trombofiliaci, ma il verificarsi di episodi ricorrenti di trombosi può essere un'indicazione per prescrivere una terapia anticoagulante di lungo termine. La forma principale di trombofilia, la deficienza di antitrombina, fu identificata nel 1965 mentre le anomalie più comuni (incluso il fattore V di Leiden) furono descritte negli anni novanta.

## Epidemiologia
Le trombofilie di tipo 1 sono rare. La carenza di antitrombina è presente nello 0,2% della popolazione e nello 0,5-7,5% di chi è affetto da trombosi venosa. Anche la carenza di proteina C è presente nello 0,2% della popolazione e nel 2,5-6% di chi è affetto da trombosi. La percentuale di persone affette da carenza di proteina S non è conosciuta ma si sa che l'1,3-5% di chi è affetto da trombosi, presenta questa carenza.
Le trombofilie di tipo 2 sono molto più comuni. Il fattore V di Leiden è presente nel 5% della popolazione di origini nordeuropee ma molto più raro fra quelle di origine asiatica o africana. Nelle persone affette da trombosi, il 10% presenta il fattore V di Leiden. In coloro che sono state sottoposte ai test per la trombofilia, il 30-50% presenta questa anomalia. Come per il fattore V di Leiden, questa anomalia è poco comune fra africani e asiatici.
La frequenza esatta della sindrome antifosfolipidica non è ben conosciuta dal momento che i differenti studi utilizzano differenti definizioni della sindrome. Gli anticorpi antifosfolipidici sono riscontrati nel 24% di chi è stato sottoposto ai test per la trombofilia.

## Storia

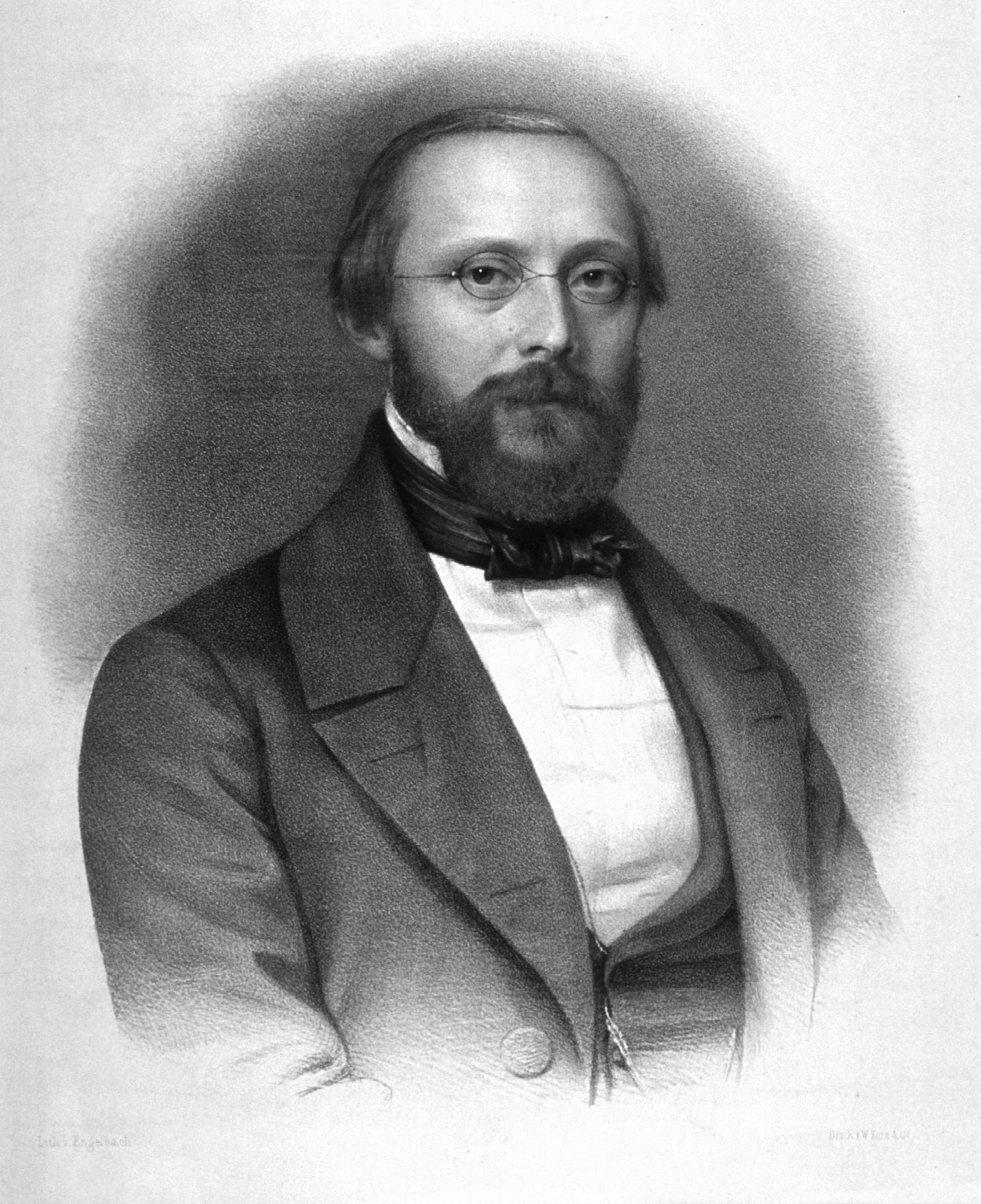
Rudolf Virchow, il patologo tedesco che distinse le varie cause della trombosi e il cui lavoro condusse al concetto di trombofilia

Il medico tedesco Rudolf Virchow categorizzò le anomalie della densità del sangue come un fattore di sviluppo della trombosi nel 1856. La natura esatta di queste anomalie rimase elusiva fino a quando non fu riconosciuta nel 1965 la prima forma di trombofilia, la deficienza di antitrombina, da parte dell'ematologo norvegese Olav Egeberg. La deficienza di proteina C fu riconosciuta nel 1981 quando fu descritta dai ricercatori dello Scripps Research Institute e dei Centers for Disease Control and Prevention . La deficienza di proteina S fu scoperta nel 1984 dai ricercatori dell'Università dell'Oklahoma.
La sindrome antifosfolipidica fu descritta completamente negli anni ottanta dopo vari rapporti precedenti su anticorpi specifici riscontrati in pazienti affetti da lupus eritematoso e trombosi. La scoperta della sindrome è spesso attribuita al reumatologo britannico Graham R.V. Hughes e per questo motivo è spesso denominata "sindrome di Hughes".
Le trombofilie di origine genetica, che sono le più diffuse, sono state descritte negli anni novanta. Numerosi studi precedentemente hanno indicato che molte persone affette da trombosi manifestavano resistenza alla proteina C attivata. Nel 1994 un gruppo di ricercatori di Leida nei Paesi Bassi identificò il più comune difetto sottostante: una mutazione del fattore V che lo rende resistente all'azione della proteina C attivata. Il difetto fu chiamato fattore V di Leiden dal momento che le anomalie genetiche sono solitamente denominate in base al nome del luogo dove sono state scoperte. Due anni dopo, lo stesso gruppo descrisse una mutazione comune nel gene della protrombina che causa un aumento dei livelli di protrombina e un leggero aumento del rischio di trombosi.
Si sospetta che in futuro verranno scoperte le anomalie sottostanti le trombosi familiari mediante lo studio di associazione genome-wide analizzando i polimorfismi a singolo nucleotide.

## Eziologia
La trombofilia può essere congenita o acquisita. La trombofilia congenita si riferisce a quella presente fin dalla nascita (usualmente ereditaria, nel cui caso si parla di "trombofilia ereditaria") che aumenta la tendenza a sviluppare trombosi. Si parla di trombofilia acquisita nel caso in cui si manifesta nel corso della vita.

### Trombofilia congenita
I tipi più comuni di trombofilia congenita sono quelli che insorgono come risultato della sovrattività dei fattori di coagulazione. Sono relativamente poco gravi e quindi sono classificati come difetti di "tipo II". I più comuni sono il fattore V di Leiden (una mutazione del gene F5 alla posizione 1691) e una mutazione nel gene della protrombina (alla posizione 20210 del gene nella 5' UTR).
Le rare forme di trombofilia congenita sono solitamente causate da una deficienza di anticoagulanti. Esse sono classificate come "tipo I" e sono più gravi in quanto sono causa più frequente di trombosi. Le principali sono il deficit di antitrombina III, il deficit di proteina C e il deficit di proteina S. Trombofilie mediamente rare sono la mutazione del fattore XIII e la disfibrinogemia familiare (un'anomalia del fibrinogeno). Non è chiaro se i disordini congeniti della fibrinolisi (il sistema che distrugge i coaguli) aumentino il rischio di trombosi. La deficienza congenita del plasminogeno, per esempio può causare problemi oculari e in altri organi ma il collegamento con la trombosi è meno certo.
Il gruppo sanguigno determina un diverso rischio di trombosi. Gli individui con il sangue diverso dal gruppo 0 hanno un rischio relativo da due a quattro volte superiore. Gli individui con sangue del gruppo 0 hanno un livello più basso del fattore di von Willebrand e del fattore VIII che conferisce una protezione dalla trombosi.

### Trombofilia acquisita
Vi sono numerose condizioni acquisite che possono aumentare il rischio di trombosi. Un esempio è la sindrome da anticorpi antifosfolipidi, che è causata dall'azione dagli anticorpi sui costituenti della membrana cellulare, in particolare l'anticoagulante lupico (scoperto inizialmente nelle persone ammalate di lupus eritematoso sistemico ma spesso presente in persone non affette dalla malattia), gli anticorpi anti-cardiolipina e anticorpi anti-β2-glicoproteina 1; pertanto spesso è considerata una malattia autoimmune. In alcuni casi, la sindrome antifosfolipidica può causare trombosi sia venosa sia arteriosa. È spesso fortemente associata con l'infarto e può causare un'altra serie di sintomi (come il livedo reticularis della pelle e l'emicrania).
La trombocitopenia indotta da eparina (TIE) è causata da una reazione del sistema immunitario contro il farmaco anticoagulante eparina (o suoi derivati). Poiché è associata a una conta delle piastrine bassa, la TIE è fortemente associata col rischio di trombosi venosa e arteriosa. L'emoglobinuria parossistica notturna (EPN) è una rara condizione causata da un'alterazione acquisita del gene PIGA che gioca un ruolo nella protezione delle cellule sanguigne dal sistema complementare. L'EPN aumenta il rischio della trombosi venosa ma è associata anche con l'anemia emolitica (anemia risultante dalla distruzione dei globuli rossi). Sia la TIE sia l'EPN richiedono un trattamento specifico.
Le condizioni ematologiche associate con un flusso sanguigno lento possono aumentare il rischio di trombosi. Per esempio l'anemia drepanocitica (causata da una mutazione nell'emoglobina) è vista come un fattore protrombotico indotto dalla portata ridotta. Analogamente le sindromi mieloproliferative, nelle quali il midollo osseo produce troppi globuli rossi, predispongono alla trombosi, in particolare la policitemia vera (eccesso di globuli rossi) e la trombocitosi essenziale (eccesso di piastrine). Queste condizioni solitamente richiedono un trattamento specifico quando vengono identificate.
Il cancro, in particolare in caso di metastasi, costituisce un fattore di rischio per la trombosi. Sono stati proposti numerosi meccanismi di azione come l'attivazione del sistema di coagulazione da parte delle cellule cancerose o la secrezione di sostanze coagulanti. Inoltre, alcuni trattamenti anticancro (come l'uso del catetere venoso centrale per la chemioterapia) possono aumentare ulteriormente il rischio di trombosi.
La sindrome nefrosica, nella quale le proteine contenute nel sangue vengono rilasciate nelle urine a causa di problemi renali, può predisporre alla trombosi; questo accade soprattutto nei casi più gravi (indicati da livelli dell'albumina nel sangue minori di 25 g/L) e se la sindrome è causata dalla glomerulonefrite membranosa. La malattia di Crohn e la colite ulcerosa predispongono alla trombosi, soprattutto quando la malattia è attiva. Sono stati proposti vari meccanismi di azione.
La gravidanza è associata con un rischio aumentato di trombosi. Probabilmente deriva da un aumento fisiologico della coagulabilità in gravidanza che protegge dalle emorragie postparto.
L'ormone femminile estrogeno, quando usato combinato nella pillola anticoncezionale e nella terapia ormonale sostitutiva nella menopausa, è stato associato con un aumento di rischio di trombosi venosa da due a sei volte. Il rischio dipende dal tipo di ormone utilizzato, dalla dose di estrogeno e dalla presenza di altri fattori trombofilici. La causa è stata attribuita a vari meccanismi, come la deficienza di proteina S e del tissue factor pathway inhibitor.
L'obesità è stata considerata a lungo come un fattore di rischio per la trombosi venosa. Secondo numerosi studi, il rischio raddoppia, particolarmente in combinazione con l'uso di contraccettivi orali o successivamente agli interventi chirurgici. Nei soggetti obesi, sono state descritte varie anomalie nella coagulazione. Il plasminogen activator inhibitor-1 (PAI-1), un inibitore della fibrinolisi, è presente con alti livelli nelle persone obese. I soggetti obesi presentano un grande numero di microvescicole circolanti (frammenti di cellule danneggiate) che comporta problemi a livelli del tessuto. Può aumentare l'aggregazione delle piastrine e vi sono alti livelli di proteine della coagulazione come il fattore di von Willebrand, il fibrinogeno, il fattore VII e il fattore VIII. L'obesità può anche accrescere il rischio che si ripetano gli episodi di trombosi.

### Origine incerta
Numerose condizioni sono state associate con la trombosi venosa che possono essere di origine sia genetica sia acquisita. Tra queste vi sono i livelli elevati del fattore VIII, fattore IX, fattore XI, fibrinogeno e la carbossipeptidasi B2 e livelli bassi del tissue factor pathway inhibitor. La resistenza alla proteina C attivata che non è attribuibile a mutazioni del fattore V è probabilmente causata da altri fattori e rimane un fattore di rischio per la trombosi.
Esiste un'associazione tra i livelli nel sangue dell'omocisteina e la trombosi, anche se non è presente in tutti gli studi. I livelli di omocisteina sono determinati da mutazioni nei geni della MTHFR e della CBS ma anche dai livelli di acido folico, vitamina B6 e vitamina B12 che dipendono dalla dieta.

## Patogenesi

Il sistema di coagulazione consiste in un gruppo di proteine che interagiscono per formare un coagulo ricco di fibrina

La trombosi è un problema multifattoriale perché esistono più cause che possono portare allo sviluppo di una trombosi. Questi fattori di rischio possono includere varie combinazioni di anomalie delle pareti dei vasi sanguigni, anomalie del flusso sanguigno (come l'immobilità) e anomalie della viscosità del sangue. La trombofilia è causata da anomalie della viscosità del sangue provocate dai livelli dei fattori di coagulazione e da altre proteine circolanti nel sangue che fanno parte del processo di emostasi.
Il processo di coagulazione fisiologico è scatenato dal rilascio del fattore tissutale da parte dei tessuti danneggiati. Il fattore tissutale si lega al fattore VIIa circolante. Questa combinazione promuove il fattore X a fattore Xa e il fattore IX a fattore IXa. Il fattore Xa (in presenza del fattore V) attiva la protrombina in trombina. La trombina è un enzima chiave nel processo di coagulazione: genera la fibrina a partire dal fibrinogeno e attiva altri enzimi e cofattori (fattore XIII, fattore XI, fattore V e fattore VIII, TAFI) che accrescono il coagulo di fibrina. Il processo è inibito dal TFPI (che inattiva il primo passo catalizzato dal fattore VIIa/fattore tissutale), l'antitrombina (che inattiva la trombina, i fattori IXa, Xa e XIa).
Nella trombofilia, il bilancio tra attività "procoagulante" e "anticoagulante" è alterato. La gravità dello sbilanciamento è correlata alla probabilità che si sviluppi una trombosi. Anche una piccola perturbazione delle proteine, come la riduzione dell'antitrombina al 70-80% del livello normale, può aumentare il rischio di trombosi; questo la distingue dall'emofilia che si manifesta solo se i fattori di coagulazione sono notevolmente bassi.
Oltre agli effetti sulla trombosi, stati di ipercoagulabilità possono accelerare lo sviluppo dell'aterosclerosi, il disturbo arterioso che può causare l'infarto miocardico e altre malattie cardiovascolari.

## Clinica

### Segni e sintomi

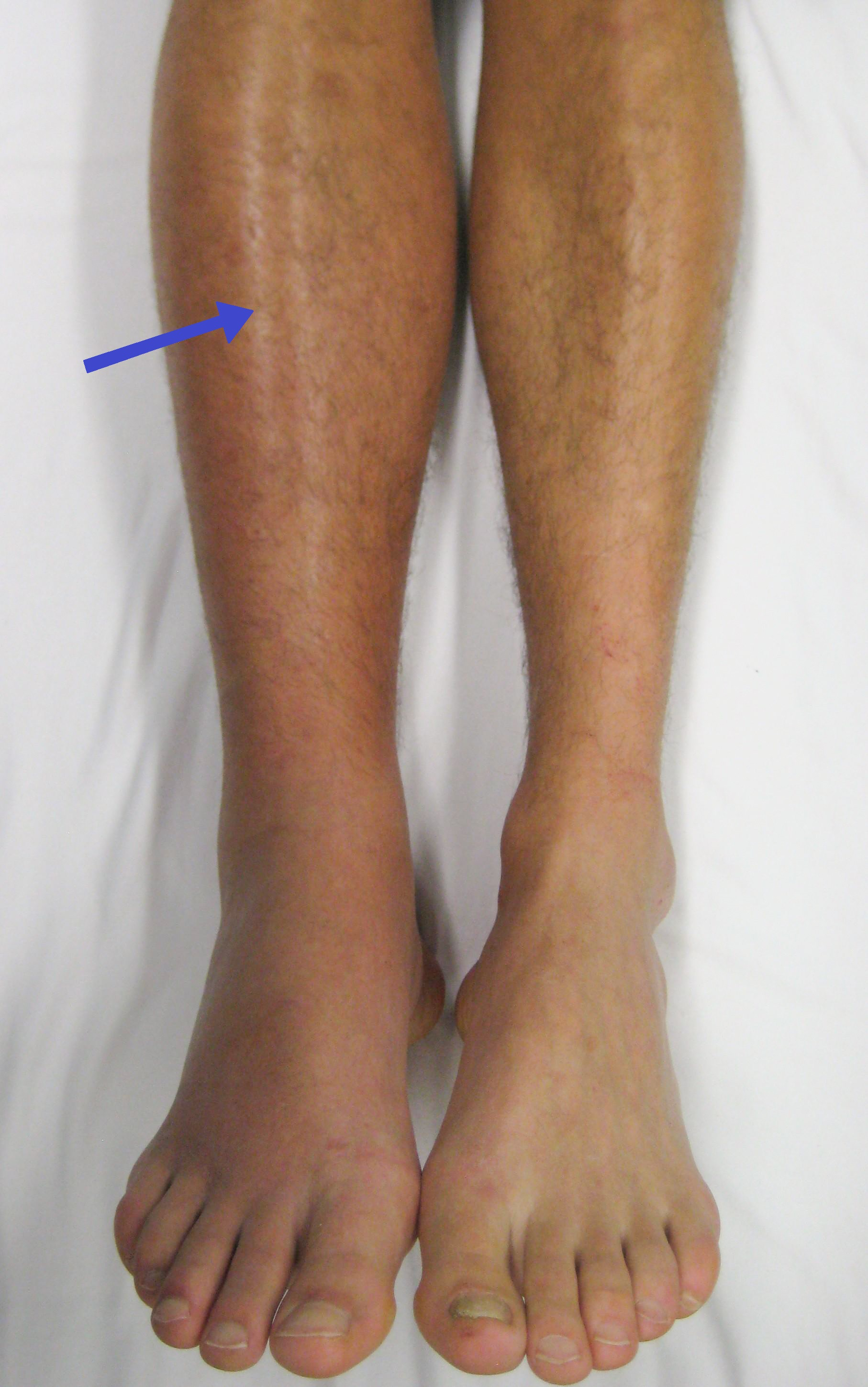
Trombosi venosa profonda acuta destra (a sinistra nell'immagine). La gamba è gonfia e arrossata a causa dell'ostruzione del flusso venoso.

Le condizioni più comuni associate alla trombofilia sono la flebotrombosi e l'embolia polmonare (EP) spesso definite collettivamente come tromboembolia venosa. La trombosi venosa profonda si manifesta solitamente nelle gambe con dolore, gonfiore e arrossamento dell'arto. Può comportare una condizione di gonfiore e pesantezza a causa dei danni alle valvole nelle vene. Il coagulo potrebbe staccarsi e spostarsi (embolia) nelle arterie polmonari. In base alla dimensione e alla posizione del coagulo, questa si manifesta con dispnea, dolore al torace, palpitazioni e può avere come complicanze shock e arresto cardiaco.
La trombosi venosa può manifestarsi in vari distretti del corpo: nelle vene cerebrali, nel fegato (trombosi della vena porta e trombosi della vena epatica), nelle vene mesenterica superiore e mesenterica inferiore, nel rene (trombosi della vena renale) e nelle braccia (sindrome di Paget-von Schroetter). Non è ancora chiaro se la trombofilia aumenta il rischio di trombosi arteriosa (che è una delle cause di infarto miocardico).
La trombofilia è stata collegata a casi di aborto spontaneo ripetuto e ad altre complicanze della gravidanza come una ridotta crescita fetale, morte fetale, preeclampsia e l'abruptio placentae.
Il deficit di proteina C nel neonato può causare la purpura fulminans, un grave disturbo della coagulazione, che porta alla morte dei tessuti e a emorragie nella pelle e in altri organi. Questa condizione è stata riportata anche negli adulti. La deficienza di proteina C e proteina S è stata associata anche a un aumento della necrosi della pelle o all'inizio di trattamenti anticoagulanti col warfarin o altri farmaci simili.

## Esami di laboratorio e strumentali

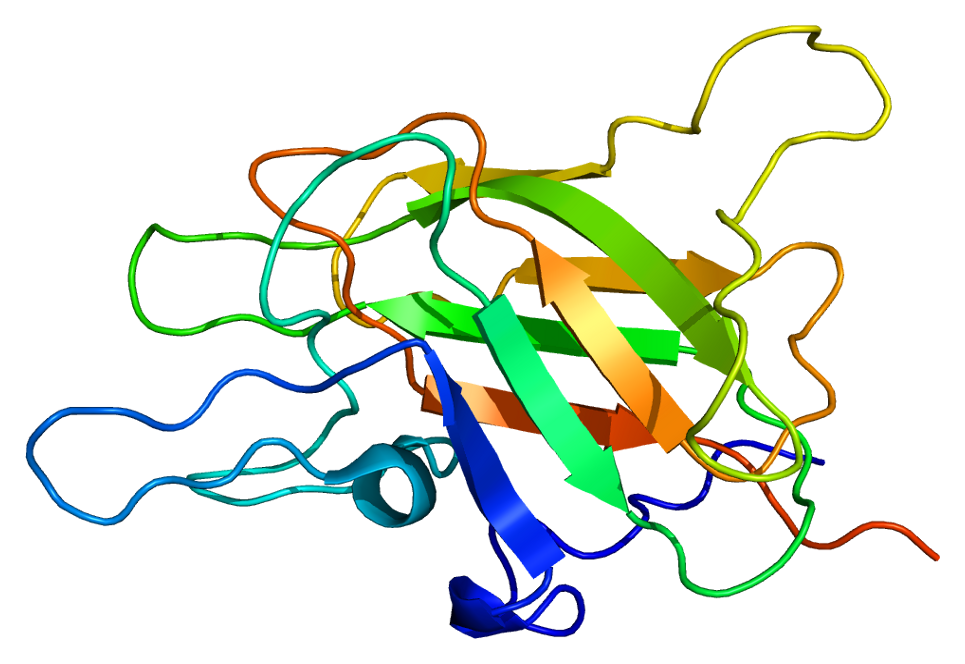
Una mutazione del fattore di coagulazione V (qui una sua rappresentazione schematica) è molto più frequente nelle persone affette da trombosi, ma è considerato un fattore di rischio limitato

I test per la trombofilia comprendono l'emocromo (con esame dello striscio), i tempi di protrombina, tromboplastina parziale, trombina e reptilasi, l'anticoagulante lupico, l'anticorpo anti-cardiolipina, l'anticorpo anti-β2 glicoproteina 1, la resistenza alla proteina C attivata, i test del fibrinogeno, il fattore V di Leiden, le mutazioni della protrombina e i livelli di omocisteina basale. I test possono essere più o meno approfonditi a seconda del giudizio clinico e della presenza di altre anomalie in fase di valutazione iniziale.
Vi sono opinioni divergenti sulla necessità di ricercare la trombofilia su chiunque abbia avuto un episodio di trombosi immotivata. Anche chi è affetto da una forma di trombofilia, non necessariamente rischia altri fenomeni di trombosi mentre trombosi ricorrenti sono più probabili negli individui che hanno avuto precedenti trombosi, anche fra coloro che non hanno anomalie trombofiliche rilevabili. La tromboembolia o la trombosi in siti non consueti (per esempio nella vena epatica nella sindrome di Budd-Chiari) sono condizioni generalmente accettate per consigliare l'analisi. Il rapporto costo/beneficio è più probabile che sia migliore nelle persone con una evidente storia personale o famigliare di trombosi. D'altra parte, la combinazione della trombofilia con altri fattori di rischio può fornire indicazioni per trattamenti preventivi, questo è il motivo per cui il test per la trombofilia può essere indicato anche per chi non rientra pienamente nei criteri per questi test. La ricerca di anomalie della coagulazione non è normalmente effettuata in pazienti nei quali la trombosi ha un fattore scatenante evidente. Per esempio, se la trombosi è dovuta all'immobilizzazione in seguito a un intervento di chirurgia ortopedica, è considerata come "causata" dall'immobilizzazione e dall'operazione chirurgica per cui è meno probabile che gli esami di screening evidenzino risultati clinicamente importanti.
Nel Regno Unito, le linee guida forniscono indicazioni specifiche per i test sulla trombofilia. Si raccomanda che i test vengano effettuati solo dopo una consulenza appropriata e quindi gli esami solitamente non vengono eseguiti al momento della diagnosi di trombosi ma in un secondo momento. In situazioni particolari, come la trombosi della vena retinica, gli esami sono sconsigliati perché la trombofilia non è considerata un importante fattore di rischio. In altre rare condizioni generalmente connesse con l'ipercoagulabilità come la trombosi venosa cerebrale e la trombosi della vena porta, non esistono dati sufficienti per affermare che lo screening per la trombofilia sia utile e in queste condizioni non è considerato una prova. Se si considera il rapporto costo-beneficio (nei termini di aumento dell'aspettativa di vita), generalmente non è chiaro se è giustificato l'alto costo degli esami necessari per accertare la trombofilia, a meno che gli esami non vengano ristretti a situazioni specifiche.
Il ripetersi di aborti spontanei consiglia di eseguire gli accertamenti per la trombofilia, in particolare gli anticorpi antifosfolipidi (anti-cardiolipina IgG e IgM, oltre all'anticoagulante lupico), il fattore V di Leiden e la mutazione della protrombina, la resistenza alla proteina C e una verifica generale della coagulazione con un esame chiamato tromboelastografia.
Le donne che stanno pianificando l'uso di contraccettivi orali, non hanno vantaggi dallo screening di routine per le trombofilie dal momento che il rischio assoluto di eventi trombotici è basso. Se la donna o un parente di primo grado ha sofferto di trombosi, il rischio di contrarre trombosi è aumentato. Sottoporre a esami questo gruppo selezionato può portare a benefici, ma anche se l'esito è negativo, potrebbero esserci dei rischi residui. Le linee guida suggeriscono di utilizzare forme di contraccezione alternativa piuttosto che basarsi sullo screening.
Lo screening per la trombofilia in persone con trombosi arteriosa è generalmente sconsigliato, con l'eccezione di pazienti particolarmente giovani (specialmente se fumatori o fanno uso di contraccettivi orali contenenti estrogeni) e coloro nei quali la rivascolarizzazione, in caso di bypass aorto-coronarico, fallisce a causa di una rapida occlusione dell'innesto.

## Trattamento

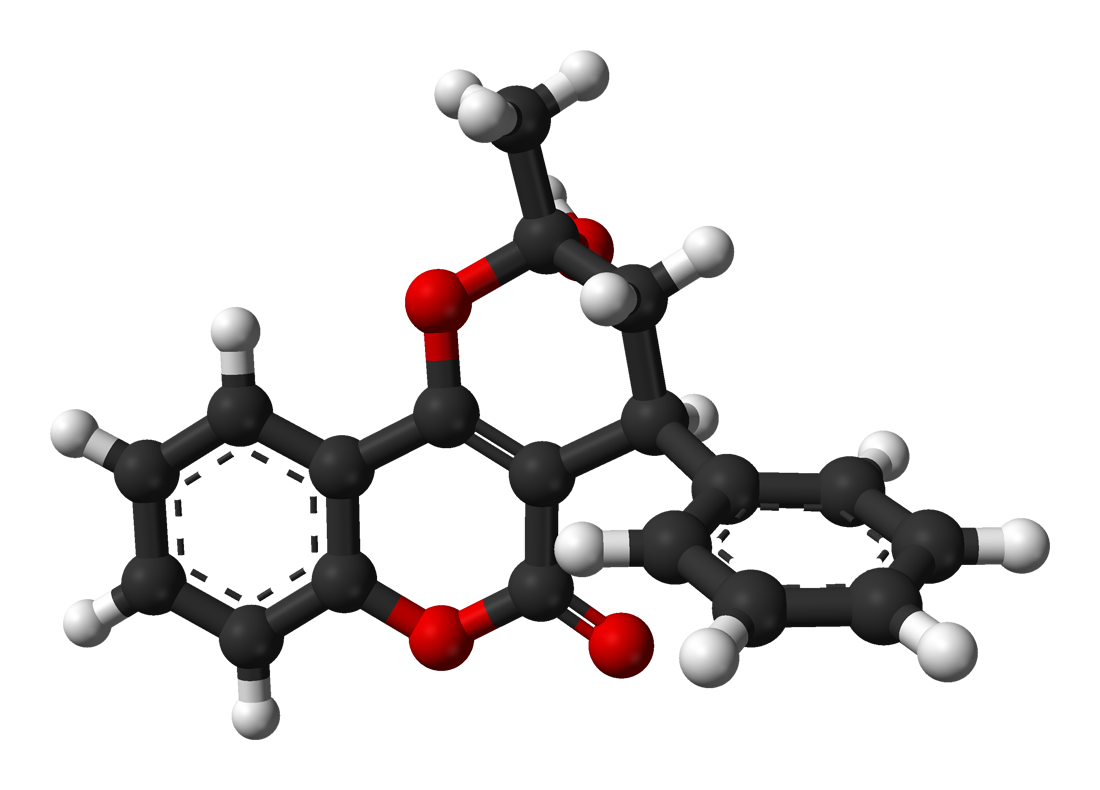
Rappresentazione tridimensionale di una molecola di warfarin, un potente anticoagulante

Non esiste un trattamento specifico per la trombofilia, a meno che non sia causata da altre malattie (come la sindrome nefrotica), in questo caso si tratta la malattia sottostante. Negli individui affetti da trombosi ricorrenti o senza una causa apparente o in quelli con alto rischio di trombofilia, la decisione più importante è se consigliare l'uso di anticoagulanti come il warfarin per lunghi periodi in modo da ridurre il rischio di ulteriori episodi. Questo rischio dev'essere confrontato con quello di emorragie causate dai farmaci, dal momento che il rischio di gravi emorragie è del 3% all'anno e l'11% di queste può causare la morte.
Oltre alle forme di trombofilia menzionate precedentemente, il rischio di ricorrenza dopo un episodio di trombosi è determinato da fattori come l'estensione e la gravità della trombosi originaria, se ha avuto una causa (come l'immobilità o la gravidanza), il numero di eventi trombotici, il sesso maschile, la presenza di un filtro della vena cava inferiore, la presenza di cancro, sintomi della sindrome post-trombotica e l'obesità. Questi fattori tendono ad assumere maggior importanza nella decisione che la presenza o l'assenza di una trombofilia diagnosticabile.
Agli individui affetti da sindrome fosfolipidica potrebbe essere consigliata una terapia con anticoagulanti a lungo termine dopo un primo episodio di trombosi. Il rischio è determinato dal sottotipo di anticorpi rilevato, dalla concentrazione di anticorpi, se sono stati rilevati più anticorpi o se sono stati rilevati una sola volta o in più occasioni.
Le donne affette da trombofilia che desiderano un bambino o che sono incinte solitamente hanno bisogno di terapie alternative al warfarin durante la gravidanza, soprattutto nelle prime tredici settimane perché potrebbe causare anomalie fetali. L'eparina a basso peso molecolare (LMWH come l'enoxaparina) è utilizzata genericamente come sostituto. Il warfarin e l'LMWH possono essere utilizzati anche durante l'allattamento.

## Prognosi
Nelle persone non affette da una trombofilia diagnosticabile, il rischio cumulativo di sviluppare una trombosi fino all'età di 60 anni è di circa il 12%. Circa il 60% degli individui affetti da deficienza di antitrombina accuseranno almeno un evento di trombosi entro i 60 anni d'età, così come circa il 50% degli affetti da deficienza di proteina C e circa un terzo degli affetti da deficienza di proteina S. Gli individui affetti da resistenza alla proteina C attivata (solitamente conseguenza del fattore V di Leiden), presentano solamente un piccolo aumento di rischio, con circa il 15% di probabilità di incorrere in un episodio di trombosi entro i 60 anni d'età. In generale, gli uomini hanno una maggior probabilità di incorrere in ripetuti episodi di trombosi.
Le persone affette dal fattore V di Leiden presentano un basso rischio relativo di trombosi ma potrebbero sviluppare una trombosi in presenza di fattori di rischio addizionali come l'immobilizzazione. La maggior parte delle persone con la mutazione della protrombina (G20210A) non svilupperanno mai una trombosi.